# Janua linguarum reserata
Janua linguarum reserata (La puerta de las lenguas abierta) es un libro de texto del latín escrito por Juan Amos Comenio. Fue publicado por primera vez en el año 1631 y en poco tiempo se hizo muy popular. Fue traducido a la mayoría de las lenguas europeas.  

## Historia
El mismo Comenio explica los motivos para escribir el libro en el prólogo: él consideraba ineficaz y difícil para los alumnos la manera de enseñar latín a través de mera memorización de palabras y gramática compleja, que en aquel tiempo era la más común. Pensaba que a los estudiantes les convenía "un breve resumen" de la lengua, es decir, un texto en que se encontraran las palabras más frecuentes ordenadas en frases naturales.
En el año 1611 fue publicado en Salamanca el manual de latín escrito de esta manera: Janua linguarum por el jesuita irlandés William Bathe. Comenio estudió su edición posterior multilingüe, pero después del entusiasmo inicial encontró algunos defectos (por ejemplo, la falta de palabras cotidianas o el uso excesivo de sentidos metafóricos). Por eso decidió escribir su propia versión ampliada y mejorada.
La primera edición (escrita en latín) fue publicada en 1631 en Leszno. Dos años después Comenio publicó la versión bilingüe checo-latín, para que los alumnos pudieran comparar una frase en latín con la misma frase en su lengua materna. El libro se hizo muy popular por toda  Europa y fue traducido a más de una decena de idiomas: tanto europeos (griego, polaco, alemán, sueco, holandés, inglés, francés, español, italiano, húngaro) como asiáticos (árabe, turco, persa y mongol).

## Estructura
El título completo de la obra es Janua linguarum reserata sive seminarium linguarum et scientiarum omnium (en español: La puerta de las lenguas abierta o seminario de todas las lenguas y las ciencias). Contiene mil  frases compuestas de aproximadamente ocho mil palabras distintas. Las frases están agrupadas en cien capítulos que describen varios aspectos de la vida humana: naturaleza, cuerpo y alma humana, trabajo, sociedad, ciencias, moral y religión. De esta manera, Comenio cumplió con su idea de que el aprendizaje de idiomas debe relacionarse con el conocimiento del mundo.